# أبرشية الرومان الكاثوليك في دنباسار
أبرشية الرومان الكاثوليك في دنباسار (بالإنجليزية: Roman Catholic Diocese of Denpasar)‏ هي أبرشية تقع في إندونيسيا في . يقدر عدد سكانها بـ 8,171,781 نسمة .